# Umberto Orsini
Umberto Orsini (ur. 2 kwietnia 1934 w Novarze, w Piemoncie) – włoski aktor filmowy, telewizyjny i teatralny.

## Życiorys
Porzucił karierę notariusza i podjął studia aktorskie w Accademia Nazionale di Arte Drammatica Silvio D’Amico, a potem w 1957 zadebiutował w teatrze.
Po kilku rolach drugorzędnych (które obejmują m.in. Słodkie życie Federico Felliniego), Orsini zagrał główną rolę Roberto w dramacie Morze (Il mare, 1962) w reżyserii Giuseppe Patroni Griffi. W 1969 roku został nagrodzony Nastro d’argento dla najlepszego aktora drugoplanowego za rolę Herberta Thallmana w Zmierzchu bogów Viscontiego. W 2008 roku był nominowany do nagrody David di Donatello dla najlepszego aktora drugoplanowego za rolę wujka Lino w Rano wstaje, robak (Il mattino ha l'oro in bocca).

## Filmografia

### Filmy
- 1957: Kokietka Marisa (Marisa la civetta)
- 1960: Słodkie życie (La dolce vita) jako reporter
- 1960: Miłość w Rzymie (Un Amore a Roma) jako Peppino Barlacchi
- 1961: Martwa planeta (Il Pianeta degli uomini spenti) jako dr Fred Steele
- 1962: Zbrodnia doskonała (Les Bonnes causes) jako Philliet
- 1962: Strip-tease jako tancerz / partner Ariane
- 1966: Mademoiselle jako Antonio
- 1966: Playgirl jako Timo, fotograf mody
- 1967: Dziewczyna generała (La Ragazza e il generale) jako Tarasconi
- 1967: Marynarz z Gibraltaru (The Sailor from Gibraltar) jako sprzedawca pocztówek
- 1968: Candy jako Hood/Wielki Chłopak
- 1969: Zmierzch bogów (La caduta degli dei) jako Herbert Thallman
- 1970: Miasto przemocy (Città violenta) jako Steve
- 1970: Duży szaro-niebieski ptak (Ein großer graublauer Vogel) jako Morelli
- 1971: Skandal w Rzymie (Roma bene) jako książę Rubio Marescalli
- 1971: Magdalena (Maddalena) jako
- 1972: Ludwig jako Graf von Holnstein
- 1972: Mężczyzna zmarł (Un homme est mort) jako Alex
- 1972: Cezar i Rozalia (César et Rosalie) jako Antoine
- 1973: Sprawa Matteottiego (Il Delitto Matteotti) jako Amerigo Dumini
- 1973: Tosca (La Tosca) jako Angelotti
- 1974: Trąd w pałacu sprawiedliwości (Corruzione al palazzo di giustizia)
- 1974: Emmanuelle jako Jean
- 1974: Człowiek bez pamięci (L’Uomo senza memoria) jako Daniel
- 1974: Werdykt (Verdict) jako lekarz środowiskowy
- 1974: Vincent, François, Paul i inni (Vincent, François, Paul... et les autres) jako Jacques
- 1974: Antychryst (L'Anticristo) jako dr Marcello Sinibaldi
- 1975: Emmanuelle 2 jako Jean
- 1977: Casanova i spółka (Casanova & Co) jako hrabia Tiretta
- 1977: Żegnaj Emmanuelle (Good Bye, Emmanuelle) jako Jean
- 1977: Poza dobrem i złem (Al di là del bene e del male) jako Bernard Foester
- 1978: Dziewczynka w błękicie (La Petite fille en velours bleu) jako Fabrizzio Conti
- 1978: Cudze pieniądze (L'argent des autres) jako Blue
- 1999: Estera (Ester) jako Memukan
- 1997: Salomon (Solomon) jako prorok Natan
- 2000: Święty Paweł (San Paolo) jako trybun
- 2008: Rano wstaje, robak (Il mattino ha l'oro in bocca) jako wujek Lino